# Römische Brücke in Ilidža

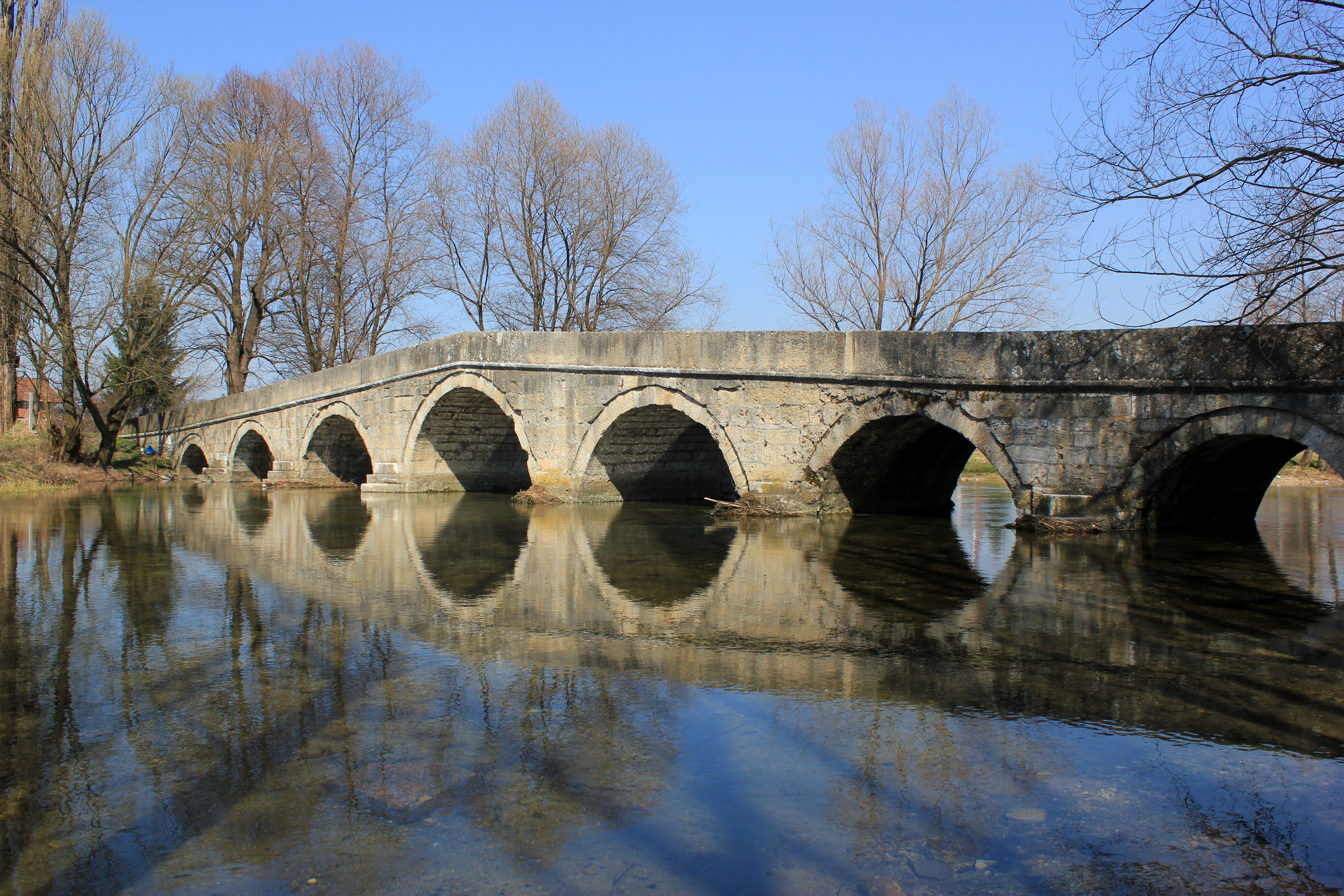
Römische Brücke in Ilidža

Die Römische Brücke in Ilidža (serbokroatisch Римски мост на Илиџи Rimski Most na Ilidži) ist eine Steinbrücke über die Bosna in Bosnien und Herzegowina. Die Bogenbrücke steht östlich der Ortschaft Plandište in der Gemeinde Ilidža im bosnischen Kanton Sarajevo, etwa 12 Kilometer westlich des Stadtzentrums von Sarajevo nahe der Bosnaquelle und unweit der Fernstraße M17. Sie ist denkmalgeschützt.

## Geschichte
Zwischen 1530 und 1550 wurde die „Römische Brücke“ als Teil der Handelsstraße von Sarajevo nach Mostar als eine von sechs Steinbrücken im Umfeld von Sarajevo errichtet. Die heutige osmanische Brücke wurde auf den Resten einer ehemaligen römischen Brücke erbaut, die die Siedlung Aquae Sulphurae angebunden hatte. Zum Bau der Brücke wurde Material römischer Ruinen aus der Umgebung verwendet. Der Architekt der Brücke lässt sich heute nicht mehr sicher nachvollziehen. Da jedoch die etwa gleich alte Brücke über die Željeznica beinahe baugleich war, geht man davon aus, dass beide Brücken von Rustem Paša Hrvat errichtet wurden. Die Renovierung wurde von Gazi Ali Paša in Auftrag gegeben. 1762 wurde die Brücke renoviert.

## Architektur

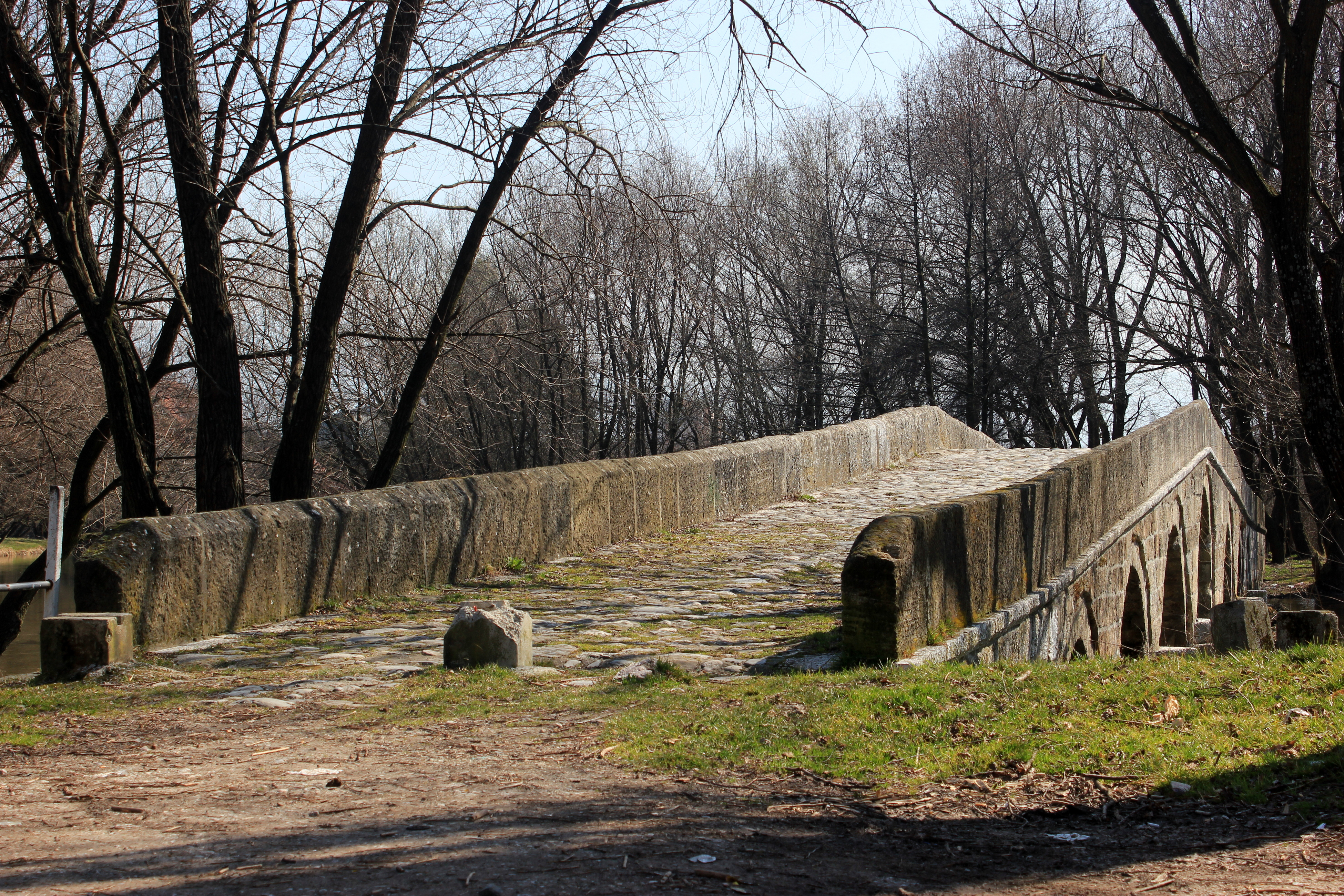
Brückenrampe von Westen

Die Brücke aus Steinquadern hat eine Länge von 40 Metern, eine Breite von 4,5 Metern und überquert in sieben Bögen die Bosna. An der höchsten Stelle ist sie 4,5 Meter hoch. Sie ist für den motorisierten Verkehr gesperrt.